# Munde
Munde.- Indijansko pleme porodice Huarian (?) iz brazilske Rondônije. Claude Lévi-Strauss koji je posjetio pleme u prvoj polovici 20. stoljeća ostavio je nešto podataka o njima. Sela ovih Indijanaca sastoje se od dvije ili tri zajedničke slamnate kolibe, oblika stoga. Tijela su im zbijena, kože svijetle i kratkih nogu. Odjeća je oskudna. Kod muškaraca, kao i kod Bororoa, svi muškarci nosili su konusnu navlaku na udu. I muškarci i žene na usnicama nose labrete od stvrdnute smole, te ogrlice od koluta ili pločica od svijetlog sedefa ili uglačanih cijelih školjki. Zapešća, ručne mišice, listovi i nožni članci stegnuti su pamučnim remenima. Žene buše nosne prepone kroz koje provlače šipčice s kolutima bijelim i crnim naizmjenično nanizanim i, stegnutim na krutom vlaknu. Munde pomno čupaju sve dlake s tijela i na rukama, trepavice i obrve, služeći se voskom kojim se namažu. Nakon nekoliko dana, kada se vosak stvrdne, potrebno ga je jednostavno skinuti sa sebe. 
Lévi-Strauss veoma hvali vrtove ovih Indijanaca na kojima nije uočio da ima korova. Bave se uzgojem kukuruza, manioke, slatkoga krumpira, duhana, tikava, kikirikija, i razne vrste boba i graha. Posebna poslastica su im neke larve koje oni uzgajaju u naslagama palmina lišća. Od pića Munde imaju 'chichu' (ćića) koju proizvode od kukuruza. Čiča se proizvodi kod većine plemena žvakanjem sirovine, što rade žene, a koje se zatim ispljune u posebnu posudu. Ovako prožvakana i ispljunuta smjesa, pusti se da fermentira. Indijanci ovo piće konzumiraju svaki dan, napose u vrijeme raznih svečanosti. Dočim bi se posude čiče ispile žene su neprekidno donosile nose zalihe muškarcima.

## Vanjske poveznice
- Tristes Tropiques